# Campionat de Zúric 1976
L'edició del 1976 fou la 61a del Campionat de Zuric. La cursa es disputà el 2 de maig de 1976, pels voltants de Zúric i amb un recorregut de 254 quilòmetres. El vencedor final fou el belga Freddy Maertens, que s'imposà per davant de Roger De Vlaeminck i Walter Godefroot.

## Classificació final
|    | Ciclista           | Equip             | Temps      |
| -- | ------------------ | ----------------- | ---------- |
| 1  | Freddy Maertens    | Flandria-Velda    | 6h 26' 02" |
| 2  | Roger De Vlaeminck | Brooklyn          | m. t.      |
| 3  | Walter Godefroot   | Ijsboerke-Colnago | m. t.      |
| 4  | Francesco Moser    | Sanson-Campagnolo | m. t.      |
| 5  | Marcello Bergamo   | Jollj Ceramica    | m. t.      |
| 6  | Giovanni Battaglin | Jollj Ceramica    | m. t.      |
| 7  | Eddy Merckx        | Molteni           | m. t.      |
| 8  | Ronald De Witte    | Brooklyn          | m. t.      |
| 9  | Frans Verbeeck     | Ijsboerke         | m. t.      |
| 10 | Michel Pollentier  | Flandria          | m. t.      |